# Due Ponti Challenger
Il Due Ponti Challenger, noto come BFD Energy Challenger per ragioni di sponsorizzazione, è stato un torneo professionistico di tennis che faceva parte dell'ATP Challenger Tour. Si giocava annualmente sui campi in terra rossa del Due Ponti Sporting Club a Roma in Italia dal 2015 al 2017.
Lo stesso club aveva ospitato nel 2010 l'unica edizione della Due Ponti Cup, altro torneo del circuito Challenger.

## Albo d'oro

### Singolare
| Anno | Campione          | Finalista            | Punteggio     |
| ---- | ----------------- | -------------------- | ------------- |
| 2017 | Filip Krajinović  | Daniel Gimeno Traver | 6–4, 6–3      |
| 2016 | Jan Šátral        | Robin Haase          | 6–3, 6–2      |
| 2015 | Federico Delbonis | Filip Krajinović     | 1–6, 6–3, 6–4 |

### Doppio
| Anno | Campioni                          | Finalisti                        | Punteggio           |
| ---- | --------------------------------- | -------------------------------- | ------------------- |
| 2017 | Martin Kližan Jozef Kovalík       | Sander Gillé Joran Vliegen       | 6–3, 7–6(5)         |
| 2016 | Federico Gaio Stefano Napolitano  | Marin Draganja Tomislav Draganja | 6(2)–7, 6–2, [10–3] |
| 2015 | Tomasz Bednarek Mateusz Kowalczyk | Íñigo Cervantes Mark Vervoort    | 6–2, 6–1            |